# Burey-en-Vaux
Burey-en-Vaux is een gemeente in het Franse departement Meuse (regio Grand Est) en telt 123 inwoners (2004). De plaats maakt deel uit van het arrondissement Commercy.

## Geografie
De oppervlakte van Burey-en-Vaux bedraagt 6,3 km², de bevolkingsdichtheid is 19,5 inwoners per km².
De onderstaande kaart toont de ligging van Burey-en-Vaux met de belangrijkste infrastructuur en aangrenzende gemeenten.

## Demografie
Onderstaande figuur toont het verloop van het inwonertal (bron: INSEE-tellingen).